# Ceaux-en-Couhé
Ceaux-en-Couhé és un municipi francès situat al departament de la Viena i a la regió de la Nova Aquitània. L'any 2007 tenia 520 habitants.

## Demografia

### Població
El 2007 la població de fet de Ceaux-en-Couhé era de 520 persones. Hi havia 218 famílies de les quals 52 eren unipersonals (32 homes vivint sols i 20 dones vivint soles), 89 parelles sense fills, 53 parelles amb fills i 24 famílies monoparentals amb fills.
La població ha evolucionat segons el següent gràfic:
Habitants censats

### Habitatges
El 2007 hi havia 278 habitatges, 224 eren l'habitatge principal de la família, 41 eren segones residències i 13 estaven desocupats. 274 eren cases i 2 eren apartaments. Dels 224 habitatges principals, 176 estaven ocupats pels seus propietaris, 44 estaven llogats i ocupats pels llogaters i 4 estaven cedits a títol gratuït; 2 tenien una cambra, 11 en tenien dues, 21 en tenien tres, 64 en tenien quatre i 126 en tenien cinc o més. 180 habitatges disposaven pel capbaix d'una plaça de pàrquing. A 88 habitatges hi havia un automòbil i a 111 n'hi havia dos o més.

### Piràmide de població
La piràmide de població per edats i sexe el 2009 era:
| Homes | Edats   | Dones |
| ----- | ------- | ----- |
| 0     | 95 o +  | 4     |
| 0     | 90 a 94 | 4     |
| 4     | 85 a 89 | 4     |
| 12    | 80 a 84 | 4     |
| 4     | 75 a 79 | 20    |
| 20    | 70 a 74 | 20    |
| 20    | 65 a 69 | 20    |
| 4     | 60 a 64 | 8     |
| 12    | 55 a 59 | 12    |
| 12    | 50 a 54 | 12    |
| 24    | 45 a 49 | 12    |
| 4     | 40 a 44 | 24    |
| 20    | 35 a 39 | 20    |
| 20    | 30 a 34 | 20    |
| 12    | 25 a 29 | 12    |
| 8     | 20 a 24 | 8     |
| 28    | 15 a 19 | 20    |
| 32    | 10 a 14 | 4     |
| 8     | 5 a 9   | 12    |
| 8     | 0 a 4   | 4     |

## Economia
El 2007 la població en edat de treballar era de 301 persones, 235 eren actives i 66 eren inactives. De les 235 persones actives 208 estaven ocupades (104 homes i 104 dones) i 25 estaven aturades (13 homes i 12 dones). De les 66 persones inactives 33 estaven jubilades, 11 estaven estudiant i 22 estaven classificades com a «altres inactius».

### Ingressos
El 2009 a Ceaux-en-Couhé hi havia 219 unitats fiscals que integraven 518,5 persones, la mediana anual d'ingressos fiscals per persona era de 16.209 €.

### Activitats econòmiques
Dels 17 establiments que hi havia el 2007, 2 eren d'empreses de fabricació d'altres productes industrials, 4 d'empreses de construcció, 6 d'empreses de comerç i reparació d'automòbils, 3 d'empreses de transport, 1 d'una empresa d'hostatgeria i restauració i 1 d'una empresa financera.
Dels 6 establiments de servei als particulars que hi havia el 2009, 1 era un taller de reparació d'automòbils i de material agrícola, 1 guixaire pintor, 1 fusteria, 2 electricistes i 1 restaurant.
L'únic establiment comercial que hi havia el 2009 era una adrogueria.
L'any 2000 a Ceaux-en-Couhé hi havia 17 explotacions agrícoles que ocupaven un total de 1.071 hectàrees.

## Poblacions més properes
El següent diagrama mostra les poblacions més properes.